# Юськи
Ю́ськи (рос. Юськи, удм. Юсь) — село в Зав'яловському районі Удмуртії, Росія.
Знаходиться на півдні Зав'яловського району, обабіч автошляху Єлабуга-Іжевськ та залізниця Агриз-Іжевськ. Розташоване на обох берегах річки Лудзинка, правої притоки Іжа. В межах села на річці створено ставок.
Назва села походить від удмуртського слова юсь — лебідь. Згідно з легендою, на місці села раніше було озеро, на якому жили гуси, качки та лебеді.

## Населення
Населення — 945 осіб (2012; 937 в 2010).
Національний склад станом на 2002 рік:
- удмурти — 83 %

## Історія
В 1760 році в селі була збудована перша дерев'яна церква і освячена на честь Стрітення Господнього. 28 червня 1774 року через Юськи пройшов Омелян Пугачов, який повісив місцевого священика Семена Яковлева та його родину; церква була пограбована. В 1791 році храм згорів, а на його місці в 1792 році був збудований новий. В 1846 році починається будівництво нової кам'яної церкви, освяченої на честь Покрови Пресвятої Богородиці в 1859 році. Стрітенська церква була перенесена на кладовище і перетворена в каплицю. Того ж року була проведена 10-а ревізія, згідно з якою в селі нараховувалось 84 двори і проживало 631 особа, працювало сільське училище, млин та кузня. В 1920 році село увійшло до складу новоутвореної Вотської АО, стало центром Юськинської сільради. В 1939 році Покровську церкву закрили згідно з указом президії ВР Удмуртської АРСР. 1960 року до Юськинської сільради приєднується Лудорвайська. Центр об'єднаної сільради переноситься до новоствореного селища Совхозний, але сільрада лишається Юськинською аж до 2005 року, коли вона перетворилася в Совхозне сільське поселення.

## Економіка
Головним підприємством села є СП «Юськи», перетвореного з однойменного колгоспу.
Серед закладів соціальної сфери в селі діють середня школа, дитячий садок, ФАП та клуб.

## Урбаноніми[8]
- вулиці — Вугільна, Жовтнева, Залізнична, Західна, Колгоспна, Комсомольська, Лісова, Нагірна, Північна, Піонерська, Польова, Пугачовська, Радянська, Річкова, Церковна, Шкільна
- провулки — Вугільний